# Franz Ryba (Geologe)
Franz Ryba (* 2. Juli 1867 in Chotěboř; † 18. Mai 1918 in Příbram) war ein tschechischer Geologe und Paläontologe.
Ryba studierte zunächst Slawistik, Germanistik, Ästhetik und Philosophie und dann Geologie und Paläontologie an der böhmischen Universität Prag, wo er Schüler des Paläontologen Otomar Novak (1851–1892) war, und an der Universität Wien. 1895 wurde er Assistent und 1899 Adjunkt an der Bergakademie in Příbram, an der er 1900 promoviert wurde (über die Chromeisenerzlagerstätte von Kraubat) und an der er sich 1903 in Petrographie habilitierte. 1905 wurde er außerordentlicher Professor und schließlich als Nachfolger von Adolf Hofmann ordentlicher Professor. Er liegt in seinem Heimatort begraben.
Er war Paläobotaniker und galt als Experte für die Flora der mittelböhmischen Steinkohle. Seine paläobotanischen Forschungen führten auch zu Neubewertungen der Stratigraphie von Schichten des Perm und Karbon in Böhmen. Ryba befasste sich auch mit böhmischen Erzlagerstätten.
Er war korrespondierendes Mitglied der königlich böhmischen Gesellschaft der Wissenschaften in Prag und wurde noch im Gründungsjahr 1912 Mitglied der Paläontologischen Gesellschaft.

## Schriften
- mit Adolf Hofmann: Atlas der Leitpflanzen paläozoischer Steinkohlenablagerungen in Mitteleuropa, 1899
- Über ein neues Megaphytum aus dem Miröschauer Steinkohlenbecken, Sitzungsber. d. kgl. böhm. Ges. d. Wiss. 1899
- Über einen Calamarien-Fruchtstand aus dem Stiletzer Steinkohlenbecken, Sitzungsber. d. kgl. böhm. Ges. d. Wiss.  1902